# Vídeňská (Brno)
Vídeňská je ulice nacházející se na jihu Brna. Představuje výpadovku směřující ze čtvrti Staré Brno skrze Štýřice, Horní a Dolní Heršpice a Přízřenice k Modřicím, takže je součástí městských části Brno-střed a Brno-jih. Ulice Vídeňská začíná na křižovatce s ulicí Poříčí u mostu přes řeku Svratku, načež směřuje na jih okolo Ústředního hřbitova a překonává dálnici D1 u sjezdu 194.

## Pojmenování
Ulice byla od roku 1785 pojmenována Wenzelsgase, tedy Václavská podle již zaniklého kostela sv. Václava. V 19. století pak byla ulice známa jako Wienergasse či Vídeňská podle směru silnice vedoucí k hlavnímu městu monarchie, Vídni. V roce 1946 byly části ulice přejmenovány na počest sovětského generála Ivana Stěpanoviče Koněva a oběti druhého odboje Bohuslava Kratochvíla jako Koněvova a Kratochvílova.

## Významné budovy a instituce
- Klášter milosrdných bratří
- Brněnská mešita
- Gymnázium Brno, Vídeňská
- ZUŠ Františka Jílka
- Ústřední hřbitov
- Obchodní centrum Futurum
- Honorární konzulát Slovinské republiky
- Hotel Sharingham

## Galerie

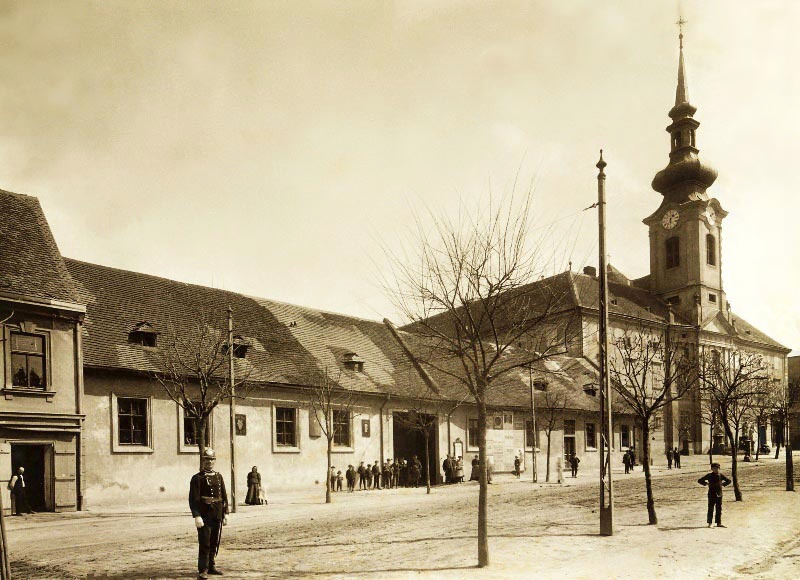
Vídeňská u kláštera milosrdných bratří, 1910
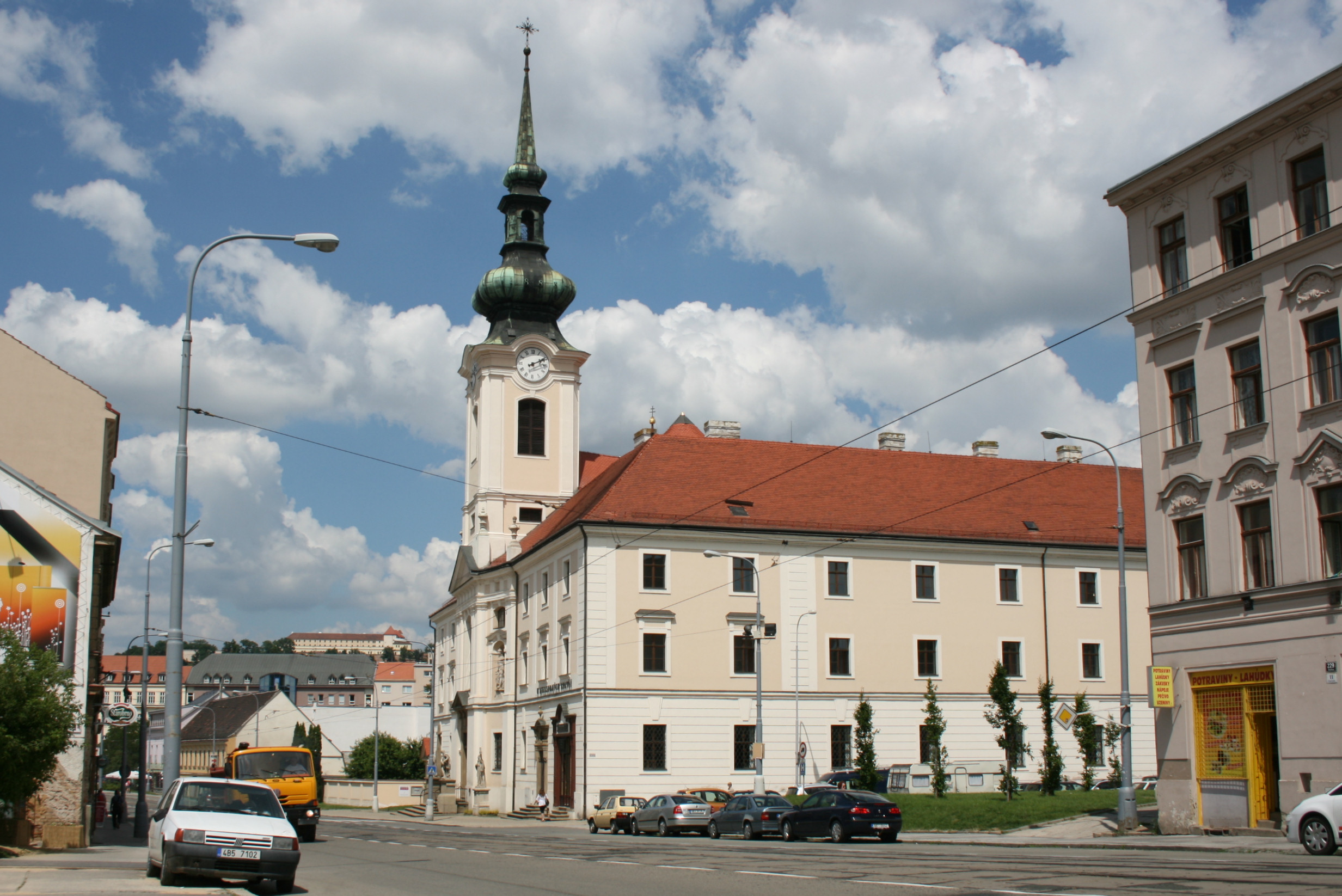
Klášter milosrdných bratří
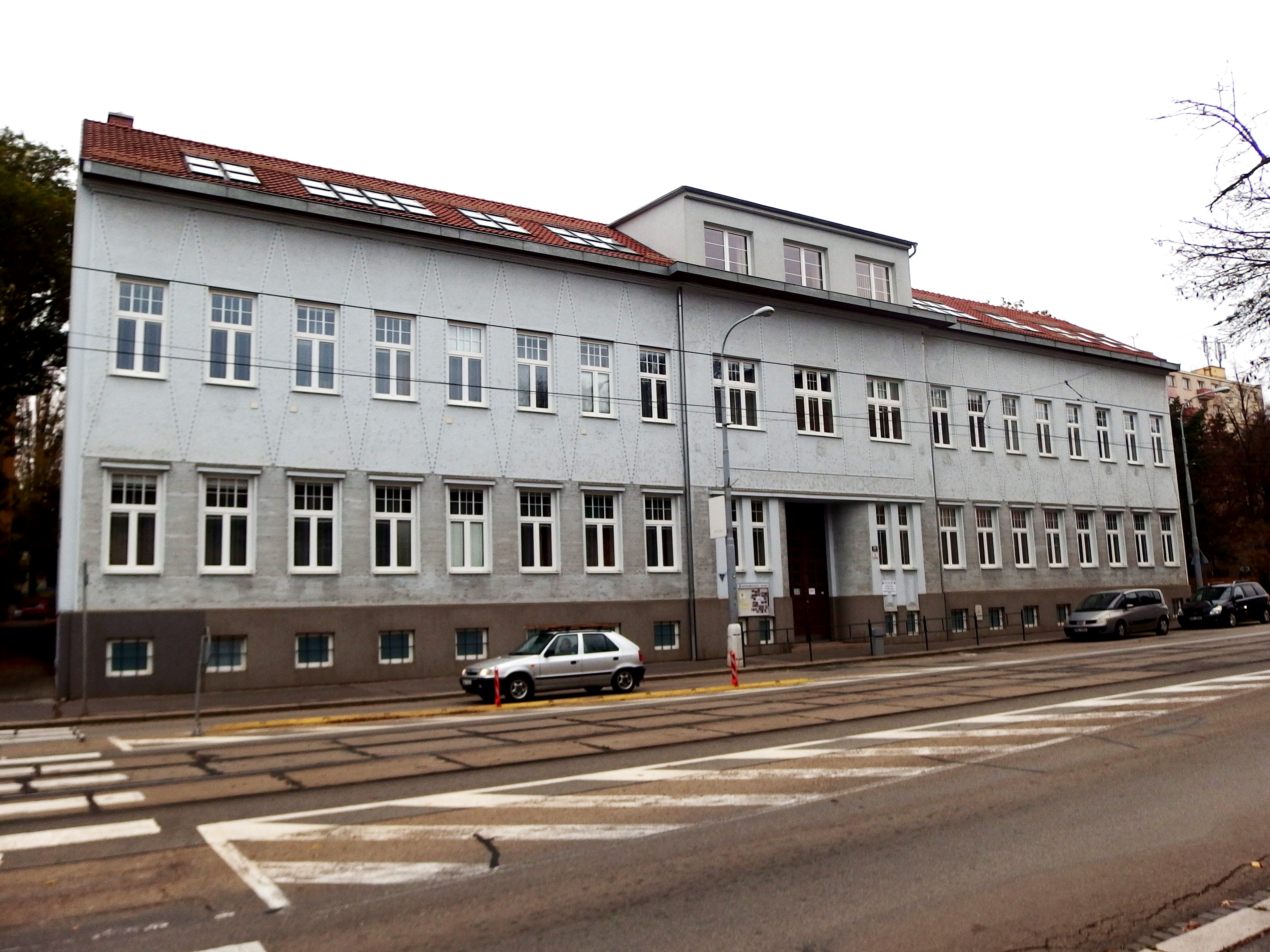
ZUŠ Františka Jílka
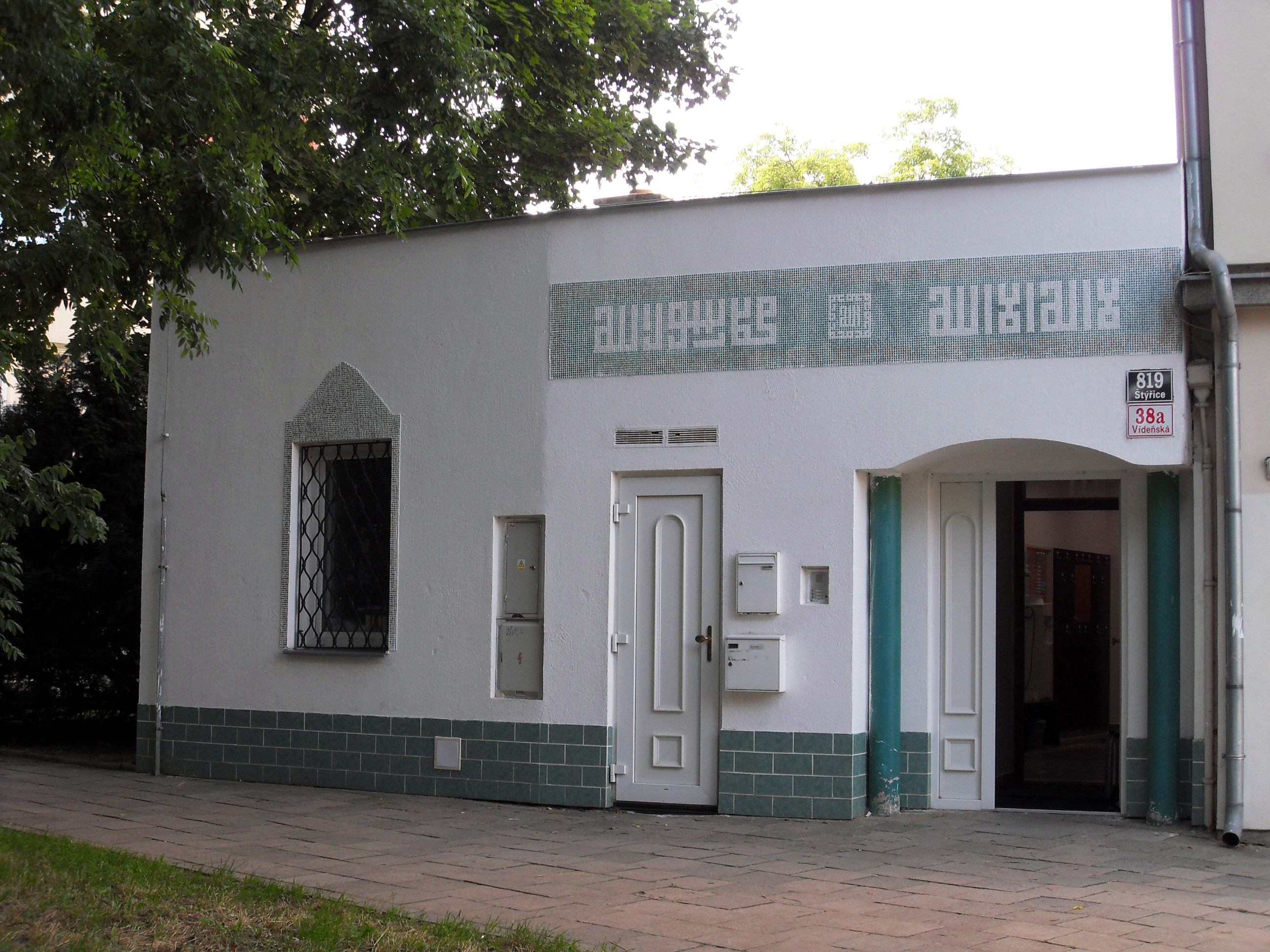
Brněnská mešita
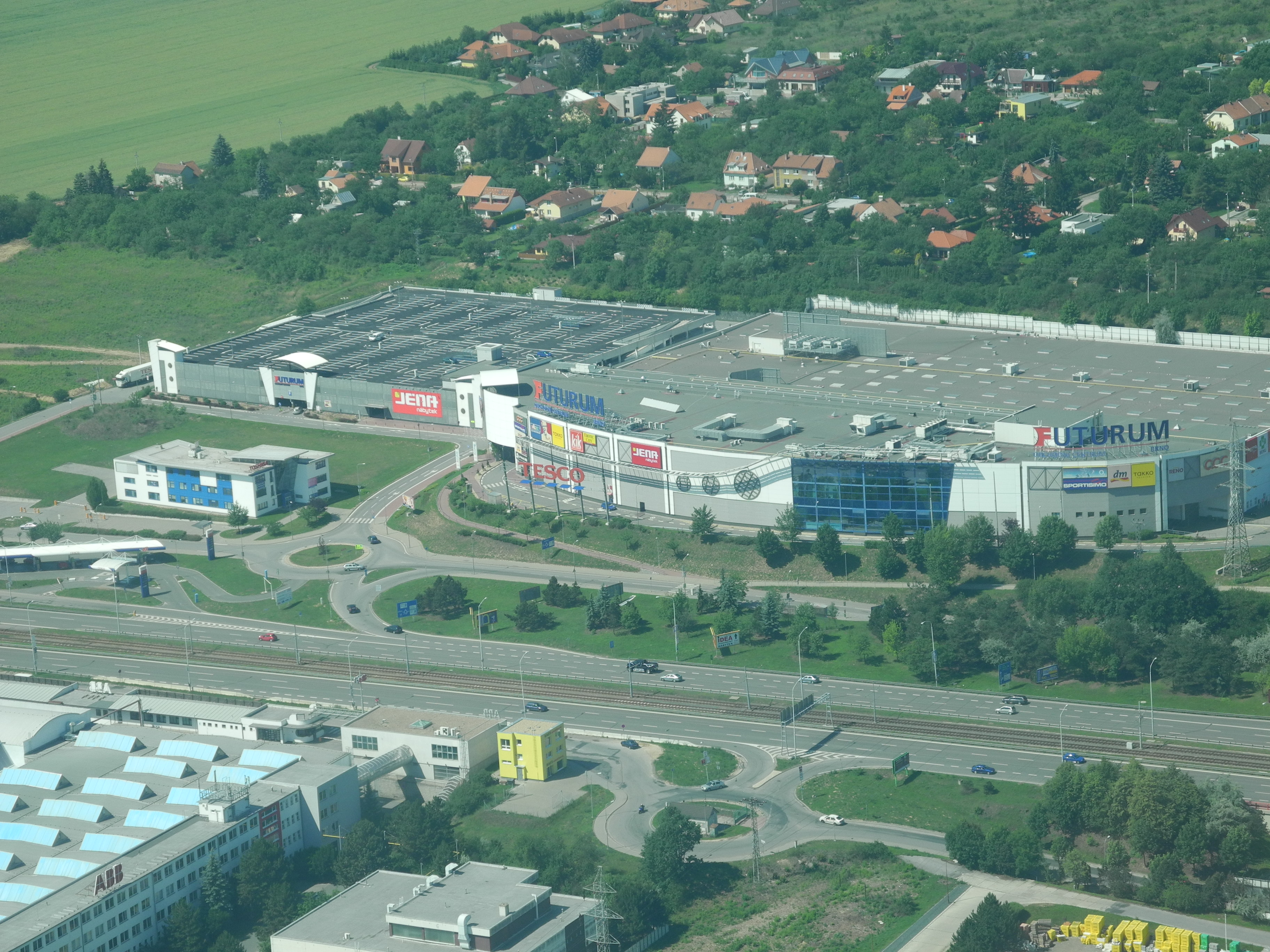
Letecký pohled na Vídeňskou ulici a Obchodní centrum Futurum
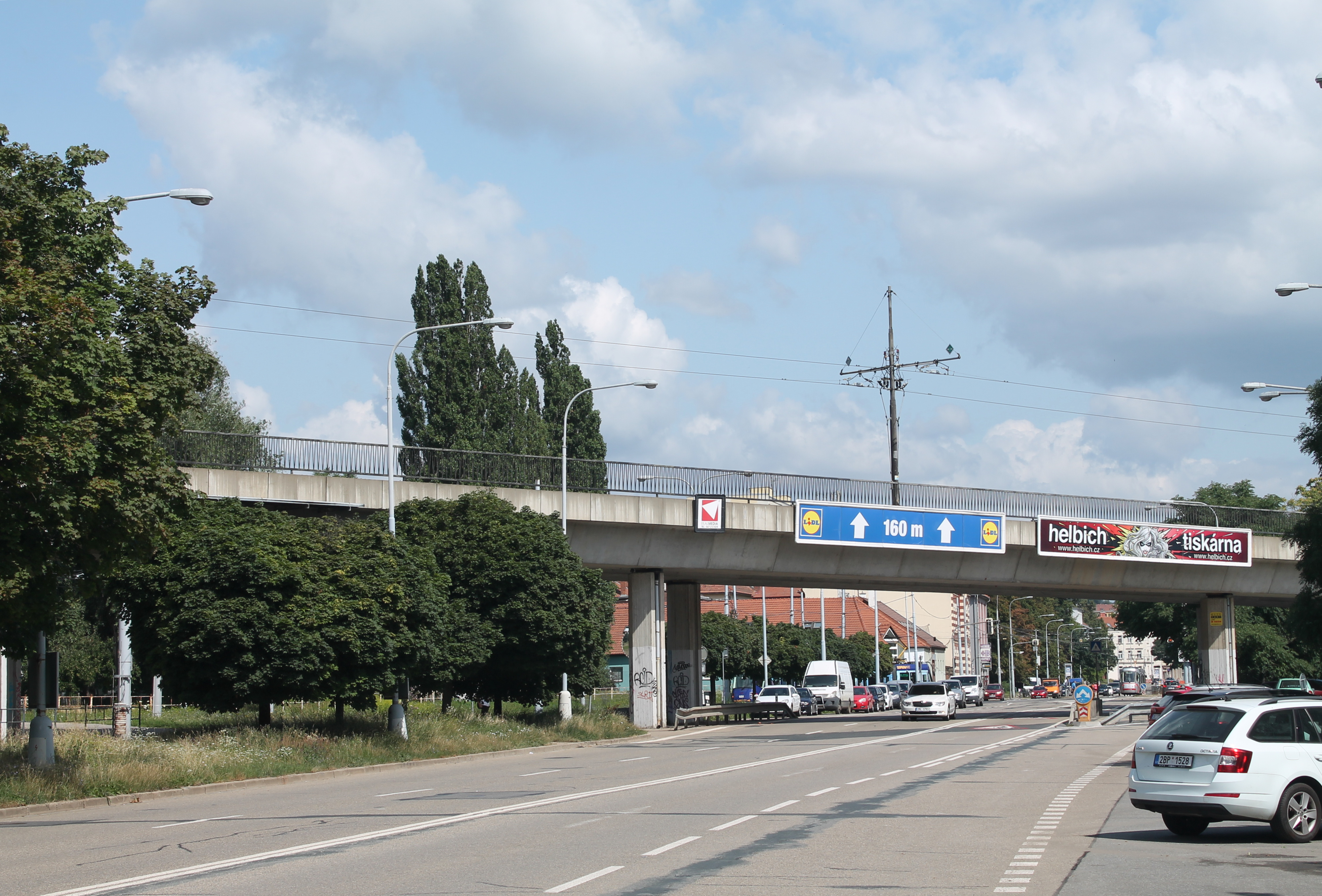
Tramvajový most přes ulici Vídeňskou